# Freddy Marín
Freddy Marín es un deportista ecuatoriano que compitió en taekwondo. Ganó una medalla de oro en el Campeonato Panamericano de Taekwondo de 1986, en la categoría de –58 kg.

## Palmarés internacional
| Campeonato Panamericano | Campeonato Panamericano | Campeonato Panamericano | Campeonato Panamericano |
| Año                     | Lugar                   | Medalla                 | Categoría               |
| ----------------------- | ----------------------- | ----------------------- | ----------------------- |
| 1986                    | Guayaquil (Ecuador)     | Medalla de oro          | –58 kg                  |